# Oedistoma
Oedistoma Salvadori, 1876 è un genere di uccelli passeriformi della famiglia Melanocharitidae.

## Etimologia
Il nome scientifico del genere, Oedistoma, deriva dall'unione delle parole greche οιδεω (oideō, "gonfiare") e στομα (stoma, "bocca"), in riferimento ai lati della bocca alla base del becco glabri.

## Descrizione
Le due specie ascritte al genere mostrano piccole dimensioni (7–11 cm, col beccolungo pigmeo che rappresenta il più piccolo uccello della Nuova Guinea) ed aspetto molto simile a quello delle nettarinie o dei melifagidi, tozzo e paffuto con corta coda squadrata, zampe forti e soprattutto becco lungo quanto la testa e falciforme, ricurvo verso il basso. La base del becco è glabra e rosata, dall'aspetto tumido: da questa caratteristica deriva il nome scientifico del genere.
Il piumaggio è sobrio e mimetico, dominato dal bruno-verdastro su testa ed area dorsale e più chiaro e tendente al biancastro su gola e area ventrale.

## Biologia
Si tratta di uccelli diurni, dalle abitudini solitarie (anche se è possibile osservarne delle coppie, e talvolta formano stormi misti con altre specie), che passano la maggior parte della giornata alla ricerca di cibo, fra i cespugli o vicino al suolo il beccolungo nano, nella canopia il beccolungo pigmeo.
La dieta di questi uccelli sembra comprendere insetti e piccoli invertebrati, nettare e sporadicamente anche piccole bacche: non sono tuttavia note le percentuali delle varie componenti, in quanto mancano osservazioni sul campo.
La riproduzione non è stata osservata, ma parrebbe avvenire durante la stagione secca.

## Distribuzione
Il genere è endemico  della Nuova Guinea e di alcune piccole isole circonvicine: le due specie popolano la foresta pluviale di pianura e collina, vivendo in simpatria.

## Tassonomia
Al genere vengono ascritte due specie:
Genere Oedistoma
- Oedistoma iliolophus (Salvadori, 1876) - beccolungo nano
- Oedistoma pygmaeum Salvadori, 1876 - beccolungo pigmeo

Per lungo tempo, il genere è stato classificato fra i Meliphagidae: le analisi del DNA molecolare effettuate negli anni '90, tuttavia, ne evidenziarono un'inaspettata affinità molto stretta coi beccabacche del genere Melanocharis, coi quali (assieme al beccabacche maculato) costituiscono una famiglia a sé stante, i Melanocharitidae.
Alcuni autori accorperebbero il genere a Toxorhamphus: tale scelta però è doppiamente errata, prima di tutto perché non rispetta il principio di priorità (Oedistoma è stato istituito per primo, pertanto dovrebbe avere la precedenza nell'utilizzo in un eventuale accorpamento) ed in secondo luogo perché i beccolungo nani del genere Oedistoma, oltre a presentare differenze morfologiche con Toxorhamphus rispetto alla conformazione del tarso, si sono inoltre recentemente rivelati più affini a livello genetico ai beccabacche del genere Melanocharis che a Toxorhamphus.